# Ilaria Galassi
Ilaria Galassi (Avezzano, 10 luglio 1976) è una showgirl italiana, nota per la sua partecipazione dal 1991 al 1995 al programma televisivo di Canale 5 e Italia 1 Non è la Rai.

## Biografia
Nata nel 1976 ad Avezzano da una famiglia originaria di Trasacco (AQ), debutta giovanissima in televisione nel 1990 tra le ragazze pompon della Domenica in firmata Gianni Boncompagni. Dal 1991 al 1995 prende parte al cult-show Non è la Rai sempre per la regia di Gianni Boncompagni, e ai suoi spin-off tra cui Primadonna (striscia serale condotta da Eva Robin's), Bulli & pupe (condotto da Paolo Bonolis) e Rock & Roll (condotto da Orietta Berti). Per le quattro stagioni della trasmissione è tra le ragazze con più seguito tra il pubblico adolescenziale, facendo coppia fissa prima con Romina Mondello, poi con Roberta Carrano, e successivamente con Antonella Mosetti. Talvolta si esibisce suonando in playback un sassofono. Durante gli anni in cui partecipa al programma consegue anche il diploma di maturità presso un istituto magistrale.
Nello stesso periodo inizia a lavorare per i fotoromanzi delle edizioni Lancio (1993), cura le telepromozioni della trasmissione serale Karaoke di Italia 1 (stagione 1994-1995) e prende parte a tutte le compilation musicali portate al successo dallo show di Italia Uno, doppiata da cantanti professioniste, tranne nella compilation Non è la Rai estate nella quale interpreterà con la sua voce il brano Sugar, Sugar. Finita l'esperienza di Non è la Rai, inizia a lavorare come modella, ruolo che ricopriva già nella trasmissione insieme alle altre ragazze nei momenti dedicati alle sfilate di moda. Nel 1996, dopo essere stata scelta come velina del programma Striscia la notizia, è costretta a ritirarsi temporaneamente dal mondo dello spettacolo a causa di un incidente alla gamba, venendo così sostituita da Marina Graziani.
L'anno successivo cura le telepromozioni di Edizione Straordinaria, programma condotto da Enrico Papi, sempre sulle reti Mediaset, mentre nel 1998 è valletta di Doppio Lustro (su Canale 5) e Ok, il prezzo è giusto! (su Rete 4) e cura le telepromozioni di Striscia la notizia. Nel 1999 partecipa come prima ballerina a Zelig - Facciamo cabaret condotto da Simona Ventura e Massimo Boldi, del quale cura anche le telepromozioni. Sempre nel 1999 partecipa al programma Aldo, Giovanni e Giacomo Show e tra il 1999 e il 2000 si occupa delle televendite di Affare Fatto, un programma di Rete 4.
Tra il 1997 e il 2000, tra l'altro, è stata tra le modelle preferite della rivista Boss Magazine che le dedica numerosi servizi fotografici e di cui è spesso la ragazza copertina. Nel 2000 è, insieme a Francesca Gollini (un'altra ex di Non è la Rai) e Marzia Di Maio, tra le protagoniste del doppio video Vacanze da Spiare, nel quale compare nuda, distribuito in allegato alla rivista. Sempre per Boss Magazine, protagonista del calendario 2001 in allegato alla rivista, in cui posa nuda insieme alle colleghe Francesca Gollini e Roberta Mancino.
Nella primavera 2001 è spesso ospite dei programmi di Maurizio Costanzo Buona Domenica e Maurizio Costanzo Show. Nel giugno dello stesso anno è inviata per Gimmy - Il mondo del fitness, un programma settimanale di Italia 1, e nella stagione 2001-2002 è tra le microfonine di Buona Domenica. Nell'estate del 2001 è tra le ragazze che partecipano allo speciale Non era la Rai. Nel 2003 realizza un documentario sulla vita della principessa Sissi d'Austria per il canale satellitare Marcopolo intitolato In viaggio con Sissi e nello stesso anno ha una parte secondaria nel film Piazza delle Cinque Lune di Renzo Martinelli.
Nel 2005 prende parte a Non è la Rai speciale prodotto dal canale satellitare Happy Channel. Nel gennaio 2006 posa in intimo per Boss Magazine, in un numero dedicato alle ex ragazze di Non è la Rai.  A dicembre dello stesso anno partecipa come ballerina assieme ad altre ex ragazze di Non è la Rai al programma Libero, condotto da Alessandro Siani su Rai 2.
Negli anni successivi si dedica principalmente alla famiglia, e partecipa saltuariamente come ospite e opinionista a vari programmi televisivi, fra cui diverse puntate di Pomeriggio Cinque.
Nel 2024 torna sulle scene con nuovi progetti: assieme alle ex colleghe di Non è la Rai Eleonora Cecere e Pamela Petrarolo pubblica un singolo discografico intitolato Sola tu mi vuoi, e il 5 aprile pubblica la sua autobiografia Andata e ritorno. Dal 16 settembre 2024 al 3 febbraio 2025 è tra le concorrenti della diciottesima edizione del Grande Fratello, condotta da Alfonso Signorini, inizialmente come un unico concorrente con due altre ex ragazze di Non è la Rai, Pamela Petrarolo ed Eleonora Cecere, e in seguito come concorrente singolo.

## Vita privata
Nel 2000 balza agli onori della cronaca per un suo passato flirt giovanile con Pietro Taricone, allora concorrente della prima edizione del reality Grande Fratello, e per un aneurisma cerebrale che la colpisce la vigilia di Natale che le provocherà un ricovero immediato in ospedale e un'urgente operazione chirurgica, da cui riuscirà a salvarsi e ad iniziare un recupero psicomotorio che la porterà alla guarigione completa. Questo problema di salute tuttavia la terrà lontana dal video, interrompendo la sua carriera televisiva. Successivamente è diventata madre di due figli. 

## Programmi televisivi
- Domenica in (Rai 1, 1990-1991)
- Non è la Rai (Canale 5, 1991-1993; Italia 1, 1993-1995)
- Primadonna (Italia 1, 1991)
- Capodanno con Canale 5 (Canale 5, 1991-1992, 1992-1993)
- Serata d'amore per San Valentino (Canale 5, 1992)
- Carnevale con Canale 5 (Canale 5, 1992)
- La notte della bellezza (Canale 5, 1992)
- La grande festa di Non è la Rai (Canale 5, 1992)
- Bulli e pupe (Canale 5, 1992)
- Rock & Roll (Italia 1, 1993)
- Doppio lustro (Canale 5, 1998) - valletta
- Ok, il prezzo è giusto! (Rete 4, 1999) - valletta
- Zelig - Facciamo cabaret (Italia 1, 1999) - ballerina
- Tel chi el telùn (Canale 5, 1999)
- Non era la Rai (Italia 1, 2001)
- Gimmy - Il mondo del fitness (Italia 1, 2001) - inviata
- Buona Domenica (Canale 5, 2001-2002) - valletta
- In viaggio con Sissi (Marcopolo, 2003)
- Non è la Rai Speciale (Happy Channel, 2005)
- Libero (Rai 2, 2006) - ballerina
- Grande Fratello (Canale 5, 2024-2025) - concorrente

## Filmografia
- Piazza delle Cinque Lune, regia di Renzo Martinelli (2003)
- Sconfort Zone, regia di Maccio Capatonda (2025)

## Discografia

### Singoli
- 2024 – Sola tu mi vuoi (con Pamela Petrarolo ed Eleonora Cecere)
- 2025 - Niente da perdere

### Partecipazioni
- 1994 – Non è la Rai estate con la canzone Sugar, Sugar

## Opere
- Ilaria Galassi, Andata e ritorno, Frascati & Serradifalco, 2024, ISBN 978-88-8889-161-3.